# Rivalidad Schwarzenegger–Stallone

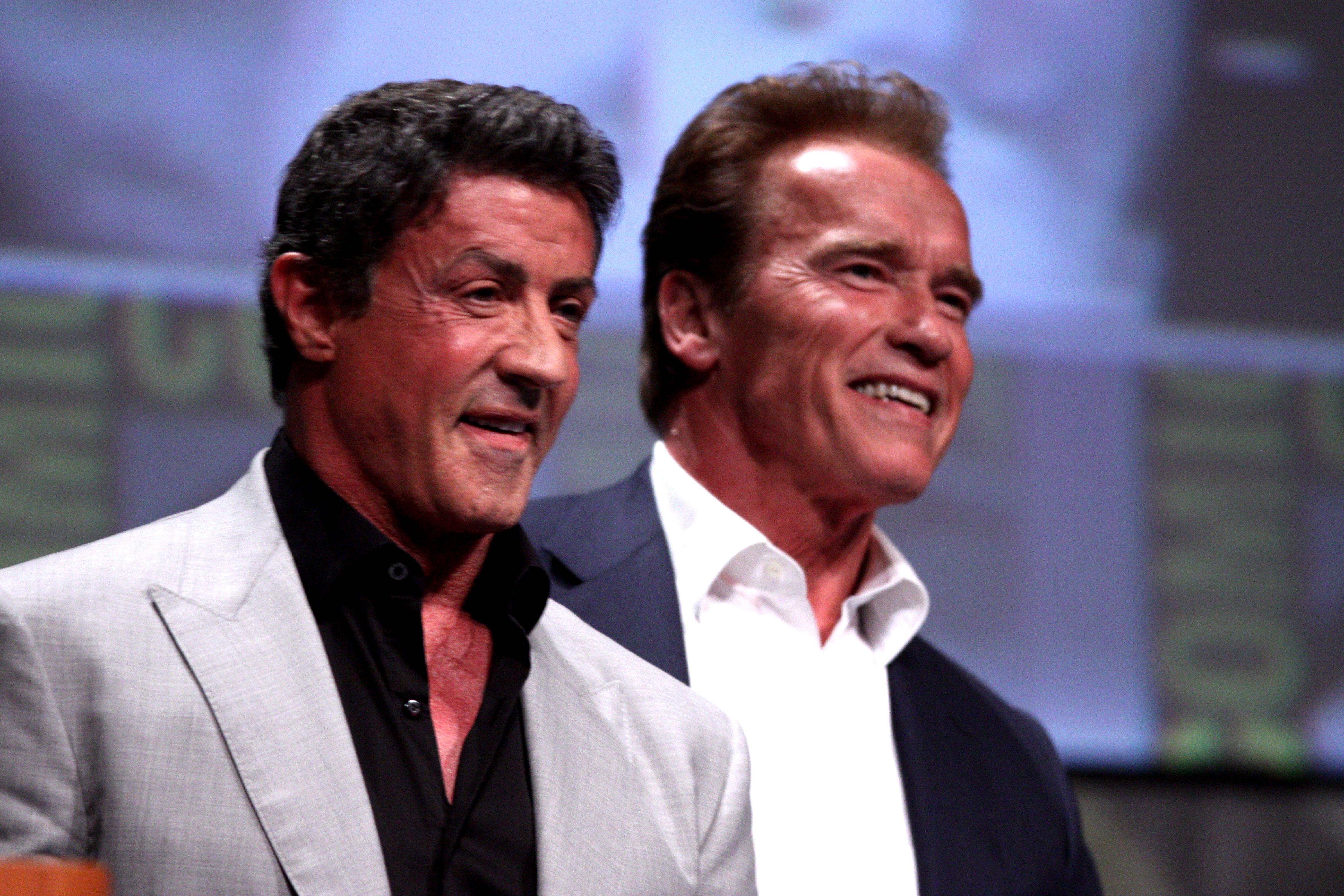
Sylvester Stallone y Arnold Schwarzenegger hablando en la Comic-Con International de San Diego 2012 en San Diego, California.

La rivalidad Schwarzenegger-Stallone es una rivalidad entre el actor estadounidense Sylvester Stallone y el actor austriaco-estadounidense Arnold Schwarzenegger. La rivalidad se prolongó durante unos 20 años, a menudo con incidentes de superioridad y subterfugios de ambas partes.
Los dos actores se conocieron por primera vez en la ceremonia de los Globos de Oro de 1977, donde Stallone había sido nominado al Mejor Actor, mientras que Schwarzenegger fue nominado a Nueva Estrella del Año. Debido a un evento en la ceremonia, Stallone supuestamente arrojó un tazón de flores a Schwarzenegger. Stallone luego habló en una entrevista con Variety, diciendo que Schwarzenegger se rio de él cuando perdió el premio. Dijo que "desde ese momento hasta nuestro ADN se odió".
En una entrevista de octubre de 1985 con el ahora desaparecido The News of the World, Schwarzenegger menosprecia a Stallone (que era una estrella mucho más grande en ese momento) con una mentira, presumiblemente con la intención de provocar a Stallone en un feudo: "Yo estaría enojado por escuchar mi nombre mencionado al mismo tiempo que el de Stallone. Él usa dobles de cuerpo para algunos de los primeros planos de sus películas. Yo no." 
En noviembre de 1985, Rocky IV, protagonizada por Stallone, abre con un fin de semana de 20 millones de dólares y el rival de Rocky, que tiene un acento extranjero que recuerda a Schwarzenegger, se percibe como un facsímil de él.

En diciembre de 1985, Stallone se casó con Brigitte Nielsen. Según lo dicho por la revista Vulture:
Stallone se casa con la coprotagonista de Cobra, Brigitte Nielsen, quien supuestamente tuvo una aventura con Schwarzenegger durante el rodaje de Red Sonja. Surgen dos historias sobre cómo se conocieron los recién casados. En el primero, y el más difundido, Nielsen le envió una foto desnuda a Stallone, quien luego se puso en contacto para programar una primera cita. En el segundo, contado por Schwarzenegger, los engañó para deshacerse de Nielsen, que era demasiado salvaje para un chico que ya llevaba ocho años de relación con Maria Shriver.
En una entrevista de enero de 1988 con Playboy, Schwarzenegger se burla del abrigo de piel de Stallone que usa mientras dirige; además, afirmó que Stallone no estaba en contacto con el movimiento de mujeres y "simplemente emite las vibraciones equivocadas".
En febrero de 1988, The News of the World publicó una historia de la periodista Wendy Leigh con el titular: “El secreto nazi de la estrella de Hollywood”. El artículo afirma que Schwarzenegger es un amante oculto de Hitler con “puntos de vista nazis y antisemitas fervientes”. Su padre, Gustav, alega el artículo, fue personalmente responsable de reunir a los judíos para ponerlos en campos de concentración. Se afirmó que la fuente de Leigh era Stallone. Si bien es cierto que el padre de Schwarzenegger solicitó voluntariamente unirse al Partido Nacionalsocialista de Austria el 1 de marzo de 1938 y mantuvo su lealtad a la Alemania nazi durante la Segunda Guerra Mundial, no hay evidencia que respalde que Gustav acorraló a judíos o tuvo conocimiento de, o participó en —campos de concentración u otros crímenes de guerra. Los vínculos nazis de Gustav Schwarzenegger se revelaron en 1990, dos años después de la acusación; sin embargo, Arnold, que nació dos años después de la caída del régimen, siempre ha denunciado con fervor al régimen nazi.
Muchos de los golpes fueron francamente insignificantes. En septiembre de 1988, el New York Post informó que Stallone y su equipo entraron en un club nocturno, vieron una foto de Schwarzenegger en la pared y exigieron que se quitara, para que Stallone no se fuera y nunca regresara. El dueño quitó la foto.
En marzo de 1990, Stallone leyó una biografía no autorizada de la mencionada Wendy Leigh sobre la familia nazi de Schwarzenegger, su infancia difícil y el uso de esteroides en su adolescencia. Stallone, según Leigh, estaba tan complacido después de leer el primer borrador que dijo: "Cariño, leer esto es mejor que recibir cuatro mamadas". Posteriormente, Schwarzenegger admitió haber tomado esteroides mientras hacía culturismo, y también mencionó que su padre era un alcohólico abusivo.
En Gemelos, el personaje de Schwarzenegger se burla de un póster de Rambo que ve en la pared, insinuando con un gesto de la mano que tenía músculos más grandes que la representación de Stallone de Rambo. Stallone respondió en la película Tango & Cash, en la que golpeó a un hombre que se parecía a Schwarzenegger. Él admitió más tarde que imaginó a Schwarzenegger mientras filmaba la escena. En Last Action Hero, se mostró un póster de Terminator 2 con la cara de Stallone, y el personaje de Schwarzenegger complementa su actuación de una manera irónica.
En una entrevista con Jimmy Fallon, Stallone declaró que Schwarzenegger una vez lo engañó para hacer una película terrible: ¡Alto! O mi mamá disparará. Schwarzenegger luego admitió que era cierto en una entrevista con Jimmy Kimmel.
Schwarzenegger dijo:

Leí el guión, y era una mierda. Seamos honestos. Me digo a mí mismo, "No voy a hacer esta película..." Luego fueron con Sly, y Sly me llamó (y me preguntó), "¿alguna vez te hablaron sobre hacer esta película?" Y dije: "sí, estaba pensando en hacerlo". "Esta es una idea realmente brillante, esta película." Cuando escuchó eso, porque estaba en competencia, dijo: "Cueste lo que cueste, haré la película." Y, por supuesto, la película se fue al baño.

La rivalidad terminó a fines de la década de 1990 cuando el impacto de ambos actores en la taquilla se redujo significativamente. En el cambio de milenio, The Hollywood Reporter dijo que la pareja estaba ideando una empresa de actuación conjunta. Schwarzenegger también invitó a Stallone a múltiples tomas de posesión durante su tiempo como gobernador de California; como gesto de buena voluntad, Stallone había donado 15.000 dólares a la campaña de reelección de Schwarzenegger en 2005. La pareja también protagonizó tres películas juntas: The Expendables 2, The Expendables 3 y Escape Plan. Además, Schwarzenegger también tuvo un cameo sin acreditar en The Expendables.